# 中共八大元老
中共八大元老（简称中共八老或治国八老），是指中华人民共和国於改革开放之后的1980年代初期至1990年代初期（即以邓小平为核心的中共第二代领导集体主政时期，以及向以江泽民为核心的中共第三代领导集体过渡时期）在政治上拥有实际决策权力的八位政治元老。这些元老当时大多没有正式担任中共中央主要负责人、国家元首或政府首脑等职务，但其幕后影响力和决策权等于或大于当时实际担任领导职务的较为年轻的领导人，如胡耀邦、赵紫阳、江泽民、李鹏等。

## 成员简况
“八大元老”是一个非正式说法，最早见于香港媒体。历年来有关「八老」的具体人物都各有不同，以下为兩种比较常见的讲法：
1. 邓小平、陈云、李先念、彭真、邓颖超、杨尚昆、王震、薄一波
2. 邓小平、陈云、彭真、杨尚昆、薄一波、万里、宋任穷、习仲勋

名单出现两个版本的原因可能是适用于不同时，即：原八老中的李先念、邓颖超、王震在1992年至1993年相继过世后，八老成员又换入宋任穷、万里、习仲勋。也有著作将以上两个版本进行综合，形成了“十一老”的说法。但是，应当注意，“八老”只是媒体传播的非正式说法，并非中共党内正式制度，自然不存在“递补”一说；而万里、习仲勋等人在1980至1990年代中共党内高层中的实际影响力与其他八人无法相提并论，故第二种说法与实际情况存在较大偏差。
实际上，“八老”可以看作改革开放时期以邓小平为首的正国级元老集体。他们是在1980年代初形成以胡耀邦为中共中央总书记、赵紫阳为国务院总理的领导体制后，逐渐从第一线工作退居二线，但仍拥有决策权和影响力的元老；:39-40可以列入这个元老名单的，除了前述第一种说法的八人外，还有徐向前、聂荣臻两人（即十大元帅中于六四事件前后仍在世的两位元帅）。这些元老具有以下共同点：
1. 不晚于1927年参加中共领导的革命，即在中共建党初期或大革命时期，加入中国共产党或其领导的军队、青年团等组织，全程参与了1927年以后中共领导的武装斗争（第二次国内革命战争、抗日战争和第三次国内革命战争）；
2. 在1949—1976年毛泽东主政时期，曾担任中共中央政治局常委、委员、候补委员等党和国家领导职务，即属于以毛泽东为核心的中共第一代中央领导集体的成员（杨尚昆在文化大革命前曾任中央书记处候补书记，王震在文革后期曾任国务院副总理，邓颖超在毛泽东生前曾被内定为全国人大常委会副委员长，[4]:121因此也达到了相近的地位）；
3. 在1978—1992年的改革开放时期，即中共十一届三中全会起至第十四次全国代表大会为止，在中共中央和国家机关担任正国级领导职务，或明确享受正国级政治待遇，即属于以邓小平为核心的中共第二代中央领导集体的重要成员（徐向前、聂荣臻以1955年授衔的元帅身份享受正国级待遇，薄一波担任中共中央顾问委员会常务副主任期间可以列席政治局常委会[5]:129并在退休后明确享受正国级待遇）；
4. 在1989年的六四事件期间，尽管不是中共中央政治局常委或委员（当时担任政治局委员的杨尚昆是例外），但在邓小平的召集下，集体做出了撤销赵紫阳的职务、由江泽民接任总书记的决策，实际上构成了凌驾于中共官方体制之上的最高决策层。

中共高层在筹划1987年第十三次全国代表大会的人事安排时，为实现领导干部新老交替，同时维持政治元老的地位，针对当时有影响力的正国级政治老人做出了“三老半退”（即邓小平、陈云、李先念退出中共中央委员会，各保留一个正国级领导职务）、“四老全退”（即彭真、邓颖超、徐向前、聂荣臻不再担任领导职务，但仍享受现任正国级领导人待遇）的决策，:224-225:143-144这“七老”和十三大后享受正国级待遇的杨尚昆、王震、薄一波即构成了邓小平时代的最高政治元老群体，享有广泛的影响力和决策权，当时陈云所说的“只要人在，随时可以讲话”:486即是表明这一元老群体的成员拥有的不限于其自身职务的政治权威。

## 党内地位和政治影响
这一元老群体的成员绝大多数都在1978—1987年间担任过中共中央政治局委员（薄一波除外），然后在1987—1993年间先后退休或去世。邓小平、陈云、李先念三人作为第十一、十二届中央政治局常委，在老人中话语权最大（李先念的话语权弱于邓小平、陈云）。:233有几位老人当时是特定方面和领域的最高权威或日常工作负责人，例如陈云主管中共的组织、人事和纪检工作并对经济工作有很大影响，彭真主管人大和政法工作，邓颖超主管政协和对台工作，杨尚昆主管中央军委日常工作和对台工作，薄一波主管中顾委日常工作和整党工作等。这一元老群体在两任中共中央总书记胡耀邦和赵紫阳下台的决策过程中都发挥了决定性作用：1987年1月4日，邓小平绕开中共官方决策体制，在家中召集陈云、彭真、杨尚昆、王震、薄一波和赵紫阳、万里开会，决定以召开“政治局生活会”的方式批判胡耀邦，同意胡耀邦辞去总书记职务并由赵紫阳代理；:1931989年5月20日，邓小平采取类似方式，在家中召集陈云、李先念、彭真、杨尚昆、王震和李鹏、乔石、姚依林等人开会，决定撤销赵紫阳的职务，由江泽民担任总书记。:480
当时，中共中央政治局常委和邓小平本人在做出重大决策时，如果这一元老群体的成员不在场，往往会专门派人与他们“通气”，征求他们的意见，例如：1986年7月，就十三大换届人事安排，中央委托王震征求聂荣臻意见；:12111987年1月，就胡耀邦下台，邓小平委托杨尚昆向李先念通报；:372:194-1951989年5月，就北京戒严，邓小平委托李先念、杨尚昆向陈云通报，:480同月，就赵紫阳下台，委托李先念向徐向前通报；:2131989年8月，邓小平就自己辞去中央军委主席职务，委托杨尚昆、王震征求陈云意见，:4869月，委托李先念征求徐向前意见；:4931992年6月，就确立社会主义市场经济体制，江泽民征求邓小平、陈云、李先念意见。:645-646:194此外，邓小平经常指派元老参与或主持中共高层的某些临时工作小组，绕开政治局和常委等决策体制，负责某一方面的工作，如薄一波参加中央政治体制改革研讨小组，:76杨尚昆、王震、薄一波参加负责十三大人事安排的七人小组（薄一波任负责人），:143杨尚昆、薄一波参加胡耀邦下台后主持中央日常工作的五人小组。:193
这一元老群体的影响力在1989年的六四事件中得到充分体现，也因此受到了中共党内（称其为“老一辈无产阶级革命家”）的公开肯定和境外媒体的广泛关注。六四事件过后，李鹏代表政治局常委在中共十三届四中全会上所作的《关于赵紫阳同志在反党反社会主义的动乱中所犯错误的报告》中，特别提到：
|  | ……以邓小平同志为代表的一批老同志，包括陈云、李先念、彭真、邓颖超、徐向前、聂荣臻、薄一波、王震等老同志都健在，他们在关键时刻对平息暴乱发挥了重要作用。 |

这可以看作中共最高领导层在官方文件中对这一元老群体地位和作用的明确承认（杨尚昆时任政治局委员，属于在第一线工作的领导人，故未在此处提及）。在四中全会印发的会议文件中，“文件之一”为邓小平于5月底至6月中旬关于处理事件的三次讲话，“文件之六”至“文件之十四”为陈云、李先念、彭真、邓颖超、徐向前、聂荣臻、王震、薄一波、宋任穷在6月19—21日先行召开的中共中央政治局扩大会议上的表态发言，“文件之十五”至“文件之二十四”为时任中央政治局和书记处部分成员（包括政治局委员杨尚昆）的发言，体现出以邓小平为首的元老群体凌驾于中央政治局等中共官方组织机构之上的地位。

## 成员简表
| 人物   | 图片 | 生卒年    | 籍贯     | 中共党内资历 | 1982年中共十二大后主要职务 | 中共给予的身后评价 | 家族后辈                                                                     |
| ------ | ---- | --------- | -------- | --- | --- | --- | ---------------------------------------------------------------------------- |
| 邓小平 |      | 1904-1997 | 四川广安 | 1922年参加革命； 中共第七、八、十、十一、十二届中央委员； 中共第七、八、十、十一、十二届中央政治局委员； 以毛泽东为核心的中共第一代中央领导集体的重要成员（中共中央总书记）                             | 1977.7-1987.11 中共中央政治局委员、常委； 1978.3-1983.6 全国政协主席； 1981.6-1989.11 中共中央军委主席； 1982.9-1987.11 中共中央顾问委员会主任； 1983.6-1990.3 中华人民共和国中央军委主席                                                                                             | 全党全军全国各族人民公认的享有崇高威望的卓越领导人； 伟大的马克思主义者； 伟大的无产阶级革命家、政治家、军事家、外交家； 久经考验的共产主义战士； 中国社会主义改革开放和现代化建设的总设计师； 中国特色社会主义道路的开创者； 邓小平理论的主要创立者； 党的第二代领导集体的核心 | 邓朴方 邓质方 邓林 邓楠 邓榕 邓卓棣                                          |
| 陈 云  |      | 1905-1995 | 江苏青浦 | 1925年参加革命； 中共第六届中央候补委员，第六、七、八、九、十、十一、十二届中央委员； 中共第六、七、八、十一、十二届中央政治局委员； 以毛泽东为核心的中共第一代中央领导集体的重要成员（中共中央副主席） | 1978.12-1987.11 中共中央政治局委员、常委，中共中央纪律检查委员会第一书记； 1987.11-1992.10 中共中央顾问委员会主任 | 伟大的无产阶级革命家、政治家； 傑出的马克思主义者； 中国社会主义经济建设的开创者和奠基人之一； 党和国家久经考验的卓越领导人 | 陈伟力 陈元 陈伟华 陈伟兰 陈方 陈晓丹                                        |
| 李先念 |      | 1909-1992 | 湖北黄安 | 1926年参加革命； 中共第六届中央候补委员，第七、八、九、十、十一、十二届中央委员； 中共第八、九、十、十一、十二届中央政治局委员                                                                          | 1956.9-1987.11 中共中央政治局委员； 1977.8-1987.11 中共中央政治局常委； 1983.6-1988.4 中华人民共和国主席； 1988.4-1992.6 全国政协主席 | 伟大的无产阶级革命家、政治家、军事家； 坚定的马克思主义者； 党和国家的卓越领导人 | 李劲 李紫阳 李平 李小林 刘亚洲                                               |
| 彭 真  |      | 1902-1997 | 山西曲沃 | 1923年参加革命； 中共第七、八、十一、十二届中央委员； 中共第七、八、十一、十二届中央政治局委员 | 1979.7-1983.6 全国人大常委会副委员长； 1979.9-1987.11 中共中央政治局委员； 1980.1-1983.5 中共中央政法委员会书记； 1980.9-1982.12 宪法修改委员会副主任委员； 1983.6-1988.4 全国人大常委会委员长                                                                                        | 伟大的无产阶级革命家、政治家； 杰出的国务活动家； 坚定的马克思主义者； 我国社会主义法制的主要奠基人； 党和国家的卓越领导人 | 傅彦 傅锐 傅洋 傅亮                                                          |
| 邓颖超 |      | 1904-1992 | 河南光山 | 1924年参加革命； 中共第七届中央候补委员，第七、八、九、十、十一、十二届中央委员； 中共第十一、十二届中央政治局委员； 周恩来遗孀                                                                         | 1976.12-1983.6 全国人大常委会副委员长； 1978.12-1985.9 中共中央政治局委员； 1983.6-1988.4 全国政协主席 | 伟大的无产阶级革命家、政治家； 著名社会活动家； 坚定的马克思主义者； 党和国家的卓越领导人； 中国妇女运动的先驱 |                                                                              |
| 徐向前 |      | 1901-1990 | 山西五台 | 1927年参加革命； 中共第六、七、八、九、十、十一、十二届中央委员； 中共第八、十一、十二届中央政治局委员； 中华人民共和国元帅（1955年授衔）                                                               | 1966.1-1987.11 中共中央军委副主席； 1977.8-1985.9 中共中央政治局委员； 1983.6—1988.4 中华人民共和国中央军委副主席 | 忠诚的共产主义战士； 坚定的马克思主义者； 久经考验的无产阶级革命家、军事家； 中华人民共和国的缔造者之一； 长期担任党、国家和军队重要领导职务的卓越领导人 | 徐松枝 徐鲁溪 徐小涛 徐小岩                                                  |
| 聂荣臻 |      | 1899-1992 | 四川江津 | 1922年参加革命； 中共第七、八、九、十、十一、十二届中央委员； 中共第八、十一、十二届中央政治局委员； 中华人民共和国元帅（1955年授衔）                                                                   | 1959.9-1987.11 中共中央军委副主席； 1977.8-1985.9 中共中央政治局委员； 1983.6—1988.4 中华人民共和国中央军委副主席 | 久经考验的无产阶级革命家、军事家； 党和国家的卓越领导人； 中国人民解放军的创建人之一 | 聂力 丁衡高                                                                  |
| 杨尚昆 |      | 1907-1998 | 四川遂宁 | 1925年参加革命； 中共第六届中央候补委员，第八、十一、十二、十三届中央委员； 中共第十二、十三届中央政治局委员                                                                                            | 1980.9-1983.6 全国人大常委会副委员长兼秘书长； 1981.7-1989.11 中共中央军委秘书长； 1982.9-1992.10 中共中央政治局委员； 1982.9-1989.11 中共中央军委常务副主席； 1983.6-1993.3 中华人民共和国中央军委副主席； 1988.4-1993.3 中华人民共和国主席； 1989.11-1992.10 中共中央军委第一副主席 | 伟大的无产阶级革命家、政治家、军事家； 堅定的马克思主义者； 党、国家和人民军队的卓越领导人 | 杨白冰 廖汉生 杨绍京 杨绍明 杨李                                             |
| 王 震  |      | 1908-1993 | 湖南浏阳 | 1927年参加革命； 中共第七届中央候补委员，第八、九、十、十一、十二届中央委员； 中共第十一、十二届中央政治局委员； 中国人民解放军上将（1955年授衔）                                                       | 1978.12-1985.9 中共中央政治局委员； 1982.4-1987.3 中共中央党校校长； 1985.9-1987.11 中共中央顾问委员会副主任； 1988.4-1993.3 中华人民共和国副主席 | 中国共产党的优秀党员； 伟大的无产阶级革命家、政治家、军事家； 坚定的马克思主义者； 党和国家的卓越领导人 | 王兵 王军 王之                                                               |
| 薄一波 |      | 1908-2007 | 山西定襄 | 1925年参加革命； 中共第七、八、十一届中央委员； 中共第八届中央政治局候补委员 | 1982.5-1983.6 国务委员、国家经济体制改革委员会第一副主任兼党组书记； 1982.9-1992.10 中共中央顾问委员会常务副主任； 1983.10-1987.6 中共中央整党工作指导委员会常务副主任 | 中国共产党的优秀党员； 伟大的共产主义战士； 杰出的无产阶级革命家； 我党经济工作的卓越领导人 | 薄熙莹 薄洁莹 薄熙永 薄熙来 谷开来 薄小莹 薄熙成 薄熙寧 于書琴 李望知 薄瓜瓜 |